# EHF Champions League 1997-98 (kvinder)
EHF Champions League 1997-98 for kvinder var den femte EHF Champions League-turnering for kvinder. Turneringen blev arrangeret af European Handball Federation og havde deltagelse af 30 hold. 28 af holdene spillede først én cup-runde (1/16-finaler). De fjorten vindere af 1/16-finalerne gik sammen med to direkte kvalificerede hold videre til gruppespillet, der bestod af fire grupper med fire hold, hvorfra de fire vindere og fire toere gik videre til kvartfinalerne.
Turneringen blev for tredje gang vundet af Hypo Niederösterreich fra Østrig, som over to kampe samlet vandt 56-47 over spanske Mar El Osito L'Eliana. Det var syvende gang i turnerings historie, at det østrigske hold løb med titlen.
Det danske mesterhold, Viborg HK, repræsenterede Danmark i turneringen og nåede kvartfinalerne, hvor holdet blev slået ud af ŽRK Budućnost fra Jugoslavien.

## Resultater

### 1/16-finaler
| Dato    | Dato    | Hjemmehold i 1. kamp     | Hjemmehold i 2. kamp      | Resultat | Resultat | Resultat |
| 1. kamp | 2. kamp | Hjemmehold i 1. kamp     | Hjemmehold i 2. kamp      | Samlet   | 1. kamp  | 2. kamp  |
| ------- | ------- | ------------------------ | ------------------------- | -------- | -------- | -------- |
| 5.10.   | 7.10.   | HV Flair Swift Roermond  | Istotjnik Rostov          | 40–53    | 21-25    | 19-28    |
| 4.10.   | 11.10.  | Club Sports da Madeira   | MKS Montex Lublin         | 32–74    | 13-36    | 19-38    |
| 10.10.  | 12.10.  | ASPTT Metz               | Volan Sofia               | 71–29    | 36-15    | 35-14    |
| 5.10.   | 12.10.  | LC Brühl                 | Larvik HK                 | 46–62    | 25-30    | 21-32    |
| 4.10.   | 5.10.   | Viborg HK                | Egle Vilnius              | 56–48    | 30-22    | 26-26    |
| 9.10.   | 11.10.  | Politechnik Minsk        | AD Amadeo Tortajada       | 41–53    | 24-32    | 17-21    |
| 5.10.   | 12.10.  | RK Krim Electa Ljubljana | YKM Istanbul              | 67–52    | 33-27    | 34-25    |
| 4.10.   | 6.10.   | Hapoel Petakh Tikva      | Podravka Koprivnica       | 31–95    | 18-50    | 13-45    |
| 4.10.   | 12.10.  | TV Giessen Lützellinden  | HC Motor                  | 35–47    | 25-20    | 10-27    |
| 4.10.   | 11.10.  | Fémina Visé SC           | CS Oltchim Ramnicu Valcea | 34–70    | 18-32    | 16-38    |
| 4.10.   | 12.10.  | ŽRK Budućnost            | HC LR Cosmetic HM Ostrava | 66–58    | 34-26    | 32-32    |
| 10.10.  | 12.10.  | Kefalovrysos Kythreas    | HERZ - FTC Budapest       | 016–151  | 07-69    | 09-82    |
| 4.10.   | 12.10.  | Kometal Gjorce Petrov    | Slovan Duslo Sala         | 77–48    | 40-22    | 37-26    |
| 4.10.   | 12.10.  | Jomsa Rimini             | GAS Anagennisi Artas      | 43–43    | 22-18    | 21-25    |

### Gruppespil

#### Gruppe A
| Dato   | Kamp                                    | Res.  |
| ------ | --------------------------------------- | ----- |
| 8.11.  | MKS Montex Lublin – HC Motor            | 30–25 |
| 9.11.  | Istotjnik Rostov – Podravka Koprivnica  | 21–26 |
| 15.11. | Podravka Koprivnica – MKS Montex Lublin | 33–26 |
| 16.11. | HC Motor – Istotjnik Rostov             | 19–19 |
| 4.1.   | HC Motor – Podravka Koprivnica          | 17–24 |
| 4.1.   | Istotjnik Rostov – MKS Montex Lublin    | 31–25 |
| 10.1.  | MKS Montex Lublin – Podravka Koprivnica | 25–28 |
| 11.1.  | Istotjnik Rostov – HC Motor             | 17–22 |
| 25.1.  | HC Motor – MKS Montex Lublin            | 20–19 |
| 25.1.  | Podravka Koprivnica – Istotjnik Rostov  | 26–21 |
| 31.1.  | MKS Montex Lublin – Istotjnik Rostov    | 31–26 |
| 1.2.   | Podravka Koprivnica – HC Motor          | 33–24 |

| Hold                | Kampe | Mål     | Point |
| ------------------- | ----- | ------- | ----- |
| Podravka Koprivnica | 6     | 170-134 | 12    |
| HC Motor            | 6     | 127-142 | 5     |
| MKS Montex Lublin   | 6     | 156-163 | 4     |
| Istotjnik Rostov    | 6     | 135-149 | 3     |

#### Gruppe B
| Dato   | Kamp                                             | Res.  |
| ------ | ------------------------------------------------ | ----- |
| 8.11.  | RK Krim Electa Ljubljana – HERZ - FTC Budapest   | 32–24 |
| 9.11.  | ASPTT Metz – Mar El Osito L'Eliana               | 22–26 |
| 15.11. | HERZ - FTC Budapest – ASPTT Metz                 | 28–20 |
| 16.11. | Mar El Osito L'Eliana – RK Krim Electa Ljubljana | 35–18 |
| 4.1.   | HERZ - FTC Budapest – Mar El Osito L'Eliana      | 28–31 |
| 4.1.   | ASPTT Metz – RK Krim Electa Ljubljana            | 30–26 |
| 10.1.  | RK Krim Electa Ljubljana – Mar El Osito L'Eliana | 30–33 |
| 11.1.  | ASPTT Metz – HERZ - FTC Budapest                 | 21–21 |
| 25.1.  | Mar El Osito L'Eliana – ASPTT Metz               | 34–17 |
| 25.1.  | HERZ - FTC Budapest – RK Krim Electa Ljubljana   | 23–25 |
| 1.2.   | Mar El Osito L'Eliana – HERZ - FTC Budapest      | 30–23 |
| 1.2.   | RK Krim Electa Ljubljana – ASPTT Metz            | 31–25 |

| Hold                     | Kampe | Mål     | Point |
| ------------------------ | ----- | ------- | ----- |
| Mar El Osito L'Eliana    | 6     | 189-138 | 12    |
| RK Krim Electa Ljubljana | 6     | 162-170 | 6     |
| HERZ - FTC Budapest      | 6     | 147-159 | 3     |
| ASPTT Metz               | 6     | 135-166 | 3     |

#### Gruppe C
| Dato   | Kamp                                        | Res.  |
| ------ | ------------------------------------------- | ----- |
| 8.11.  | ŽRK Budućnost – Larvik HK                   | 27–26 |
| 8.11.  | Kometal Gjorce Petrov – AD Amadeo Tortajada | 33–20 |
| 15.11. | AD Amadeo Tortajada – ŽRK Budućnost         | 30–31 |
| 15.11. | Larvik HK – Kometal Gjorce Petrov           | 29–30 |
| 3.1.   | Larvik HK – AD Amadeo Tortajada             | 30–18 |
| 3.1.   | Kometal Gjorce Petrov – ŽRK Budućnost       | 32–27 |
| 10.1.  | Kometal Gjorce Petrov – Larvik HK           | 26–22 |
| 11.1.  | ŽRK Budućnost – AD Amadeo Tortajada         | 26–24 |
| 24.1.  | Larvik HK – ŽRK Budućnost                   | 32–29 |
| 24.1.  | AD Amadeo Tortajada – Kometal Gjorce Petrov | 19–32 |
| 31.1.  | AD Amadeo Tortajada – Larvik HK             | 20–26 |
| 1.2.   | ŽRK Budućnost – Kometal Gjorce Petrov       | 32–25 |

| Hold                  | Kampe | Mål     | Point |
| --------------------- | ----- | ------- | ----- |
| Kometal Gjorce Petrov | 6     | 178-149 | 10    |
| ŽRK Budućnost         | 6     | 172-169 | 8     |
| Larvik HK             | 6     | 165-150 | 6     |
| AD Amadeo Tortajada   | 6     | 131-178 | 0     |

#### Gruppe D
| Dato   | Kamp                                           | Res.  |
| ------ | ---------------------------------------------- | ----- |
| 8.11.  | CS Oltchim Ramnicu Valcea – Viborg HK          | 22–19 |
| 8.11.  | Jomsa Rimini – Hypo Niederösterreich           | 23–35 |
| 16.11. | Hypo Niederösterreich – Oltchim Ramnicu Valcea | 20–26 |
| 16.11. | Viborg HK – Jomsa Rimini                       | 34–16 |
| 3.1.   | Jomsa Rimini – CS Oltchim Ramnicu Valcea       | 22–20 |
| 4.1.   | Viborg HK – Hypo Niederösterreich              | 15–16 |
| 10.1.  | Oltchim Ramnicu Valcea – Hypo Niederösterreich | 17–18 |
| 10.1.  | Jomsa Rimini – Viborg HK                       | 20–24 |
| 24.1.  | Viborg HK – CS Oltchim Ramnicu Valcea          | 24–23 |
| 25.1.  | Hypo Niederösterreich – Jomsa Rimini           | 28–19 |
| 31.1.  | CS Oltchim Ramnicu Valcea – Jomsa Rimini       | 30–21 |
| 1.2.   | Hypo Niederösterreich – Viborg HK              | 24–25 |

| Hold                      | Kampe | Mål     | Point |
| ------------------------- | ----- | ------- | ----- |
| Viborg HK                 | 6     | 141-121 | 8     |
| Hypo Niederösterreich     | 6     | 141-125 | 8     |
| CS Oltchim Ramnicu Valcea | 6     | 138-124 | 6     |
| Jomsa Rimini              | 6     | 121-171 | 0     |

### Kvartfinaler
| Dato    | Dato    | Hjemmehold i 1. kamp     | Hjemmehold i 2. kamp  | Resultat | Resultat | Resultat |
| 1. kamp | 2. kamp | Hjemmehold i 1. kamp     | Hjemmehold i 2. kamp  | Samlet   | 1. kamp  | 2. kamp  |
| ------- | ------- | ------------------------ | --------------------- | -------- | -------- | -------- |
| 22.2.   | 1.3.    | RK Krim Electa Ljubljana | Podravka Koprivnica   | 48–48    | 28-23    | 20-25    |
| 22.2.   | 1.3.    | HC Motor                 | Mar El Osito L'Eliana | 47–65    | 21-33    | 26-32    |
| 21.2.   | 1.3.    | Hypo Niederösterreich    | Kometal Gjorce Petrov | 40–33    | 26-12    | 14-21    |
| 22.2.   | 1.3.    | ŽRK Budućnost            | Viborg HK             | 66–57    | 39-30    | 27-27    |

### Semifinaler
| Dato    | Dato    | Hjemmehold i 1. kamp | Hjemmehold i 2. kamp  | Resultat | Resultat | Resultat |
| 1. kamp | 2. kamp | Hjemmehold i 1. kamp | Hjemmehold i 2. kamp  | Samlet   | 1. kamp  | 2. kamp  |
| ------- | ------- | -------------------- | --------------------- | -------- | -------- | -------- |
| 5.4.    | 12.4.   | ŽRK Budućnost        | Mar El Osito L'Eliana | 54–79    | 26-40    | 28-39    |
| 4.4.    | 12.4.   | Podravka Koprivnica  | Hypo Niederösterreich | 36–38    | 17-18    | 19-20    |

### Finale
| Dato    | Dato    | Hjemmehold i 1. kamp  | Hjemmehold i 2. kamp  | Resultat | Resultat | Resultat |
| 1. kamp | 2. kamp | Hjemmehold i 1. kamp  | Hjemmehold i 2. kamp  | Samlet   | 1. kamp  | 2. kamp  |
| ------- | ------- | --------------------- | --------------------- | -------- | -------- | -------- |
| 9.5.    | 16.5.   | Hypo Niederösterreich | Mar El Osito L'Eliana | 56–47    | 28-21    | 28-26    |